# 贝伊利克迪聚
贝伊利克迪聚（土耳其語：Beylikdüzü）是土耳其伊斯坦堡的39個區之一，位於博斯普魯斯海峽以西的歐洲部份。面積36平方公里，人口331,525人。

贝伊利克迪聚